# Hochbermel
Koordinaten: 50° 16′ 46″ N, 7° 5′ 43″ O

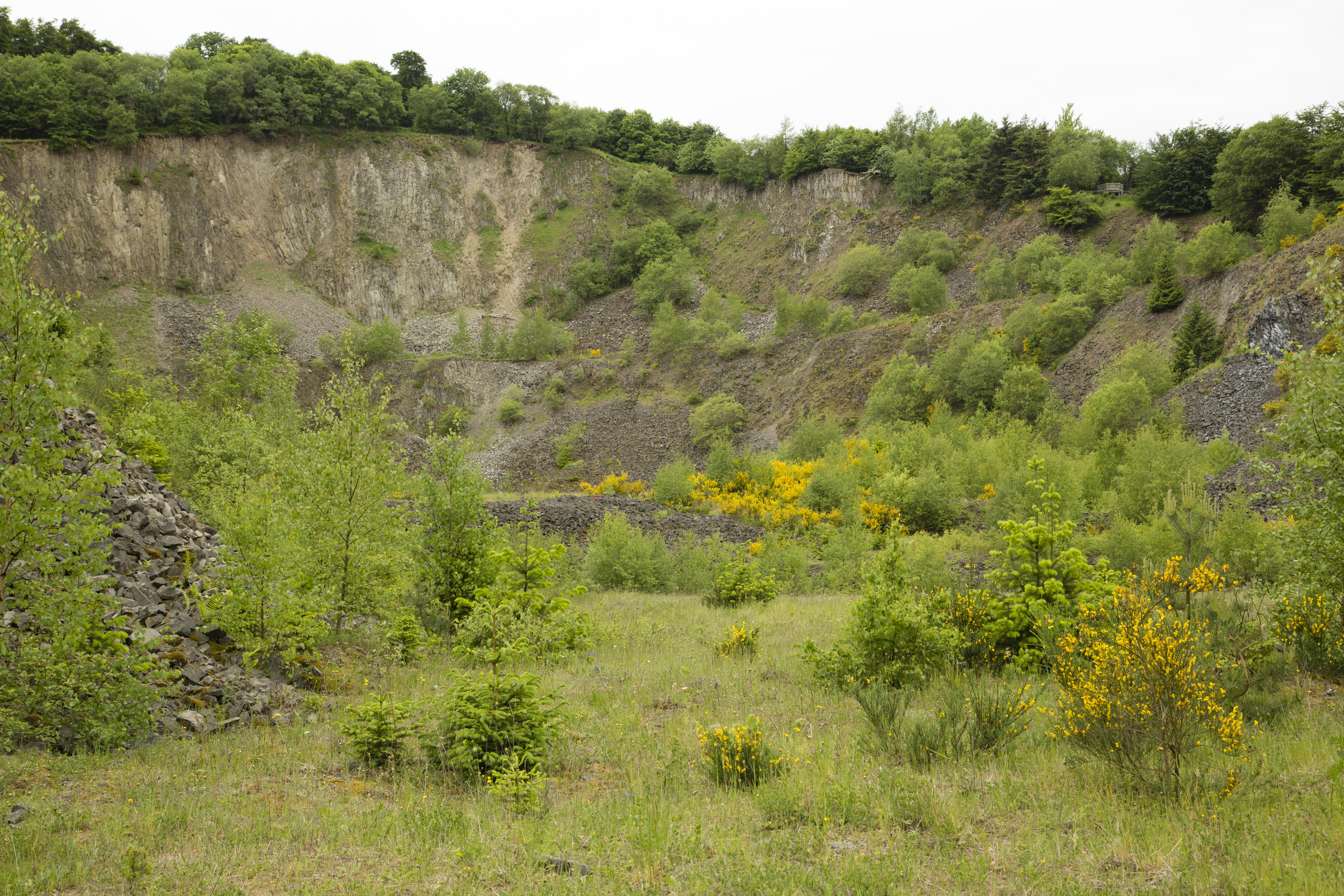
Naturschutzgebiet Hochbermel (Mai 2015)

Das Naturschutzgebiet  Hochbermel  liegt im Landkreis Mayen-Koblenz in Rheinland-Pfalz. Das etwa 65,7 ha große Gebiet, das im Jahr 2001 unter Naturschutz gestellt wurde, erstreckt sich südöstlich der Ortsgemeinde Bermel um den ehemaligen Basaltsteinbruch am Hochbermel (570 m) herum, der seit Ende der 1970er Jahre stillgelegt ist. Nördlich verläuft die Landesstraße L 96.